# بخش رانکل
بخش رانکل (به اسپانیایی: Departamento Rancul) یک منطقهٔ مسکونی در آرژانتین است که در استان لا پامپا واقع شده‌است.